# Altes Theater (Dessau)

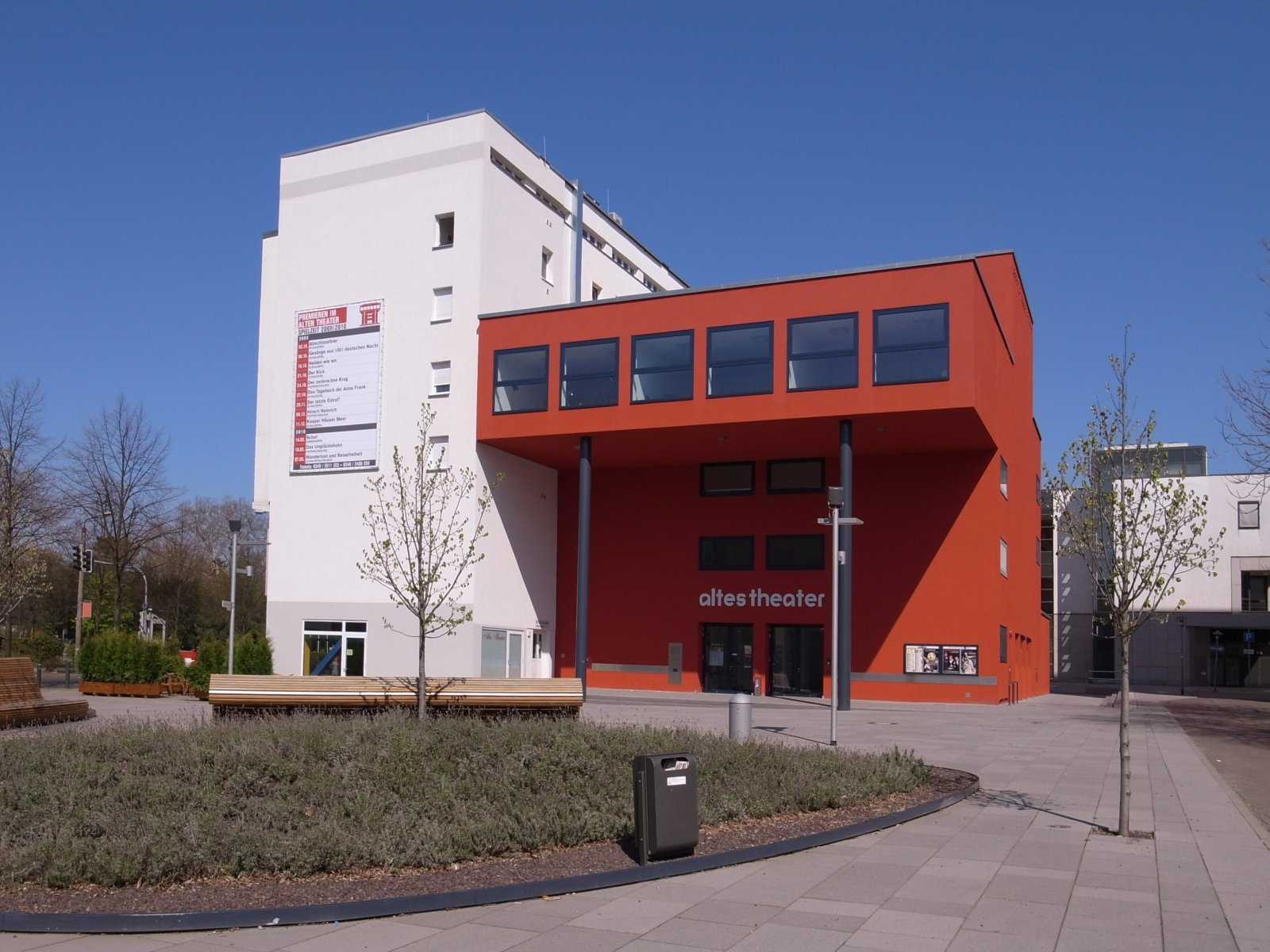
Altes Theater (2010)

Das Alte Theater am Lily-Herking-Platz ist eine Theaterspielstätte des Anhaltischen Theaters mit Café-Restaurant am Ort des 1922 durch einen Großbrand vernichteten Hoftheatergebäudes in der Kavalierstraße in Dessau-Roßlau.

## Geschichte

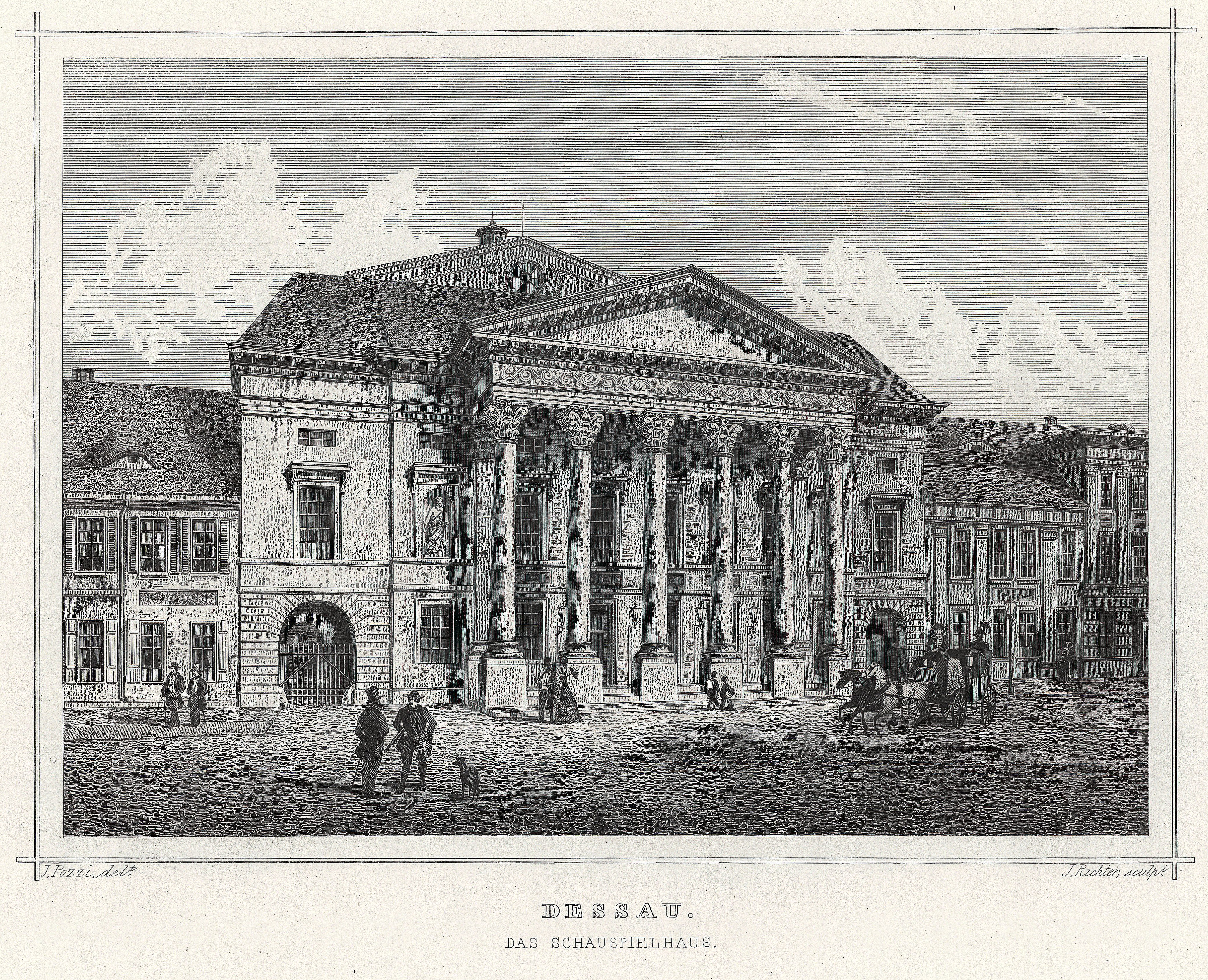
Der Theaterbau im 19. Jh.

Das repräsentative Eingangsgebäude des 1798 von Friedrich Wilhelm von Erdmannsdorff errichteten Herzoglichen Hoftheaters zur Kavalierstraße mit den charakteristischen korinthischen Säulen und dem Konzertsaal im Obergeschoss wurde erst 1820/1822 nach Plänen von Carlo Ignazio Pozzi mit figürlichem Fassadenschmuck des Schadow-Schülers Friedemann Hunold errichtet. Dieser „Empfang“ des Hoftheaters überstand den Theaterbrand von 1855 und insbesondere auch die totale Brandvernichtung des Hoftheatergebäudes am 25./26. Januar 1922 jeweils mit unter hohem Aufwand zu restaurierenden Beschädigungen. Die meisten Schauspieler und Helfer überstanden das bei einer Probe ausgebrochene Feuer mit Verletzungen, während die Sängerin Lily Herking und der Friseur Ernst Kirkamm in den Flammen ums Leben kamen. Durch die Inflation verzögert, entschlossen sich Stadt und Theaterstiftung erst 1926 zur Behebung der Brandschäden. Nach Plänen des der Neuen Sachlichkeit verpflichteten Architekten Kurt Elster entstanden bis Jahresende 1927 ein Konzert- und Kammerspielsaal mit 360 Plätzen und im sogenannten Theaterbau das „Konzert-Kaffee Altes Theater“ mit Konditorei, Weinstube, Veranstaltungsräumen und eigener Weinhandlung. Besonders durch seine „Künstler-Konzerte“ machte sich das Haus einen Namen, und zur Sommersaison 1928 entstand in den Grundmauern des ausgebrannten und abgebrochenen Zuschauerhauses ein Konzertgarten.
Durch die alliierten Luftangriffe am 28. Mai 1944 und 7. März 1945 wurden Altes Theater und Theaterbau zerstört und die Ruine des früheren Eingangsgebäudes samt Resten des Portikus bis 1966 abgetragen. An dessen Stelle entstand ein Wohn- und Geschäftshaus. Der ausgebrannte Theaterbau wurde bis 1953 teilweise wiederhergestellt und diente bis nach 1990 als Kulturhaus des Dessauer Energieversorgungsbetriebes.

## Heutige Nutzung
Mitte der 1990er Jahre wurden der Theaterbau entkernt und Vorarbeiten für eine spätere Revitalisierung als Spielstätte für das Schauspielensemble geleistet. Schließlich bot der Stadtumbau mit Hilfe des Programmes URBAN II ab 2004 die Möglichkeit, in Verbindung mit einer Neugestaltung des umgebenden Stadtquartiers die Arbeiten wiederaufzunehmen und abzuschließen: in alten Theaterbau-Grundrissen entstanden Spielstätten für Puppentheater und Schauspiel, die auch von freien Theatergruppen und für theaterpädagogische Projekte genutzt werden können. Im angrenzenden Wohn- und Geschäftshaus entstand das „Café-Restaurant Altes Theater“ neu. Nachdem schon zum Tag des Stadtumbaus am 12. September 2008 zahlreiche Interessenten die Räumlichkeiten und zur Saisoneröffnung (Vor-)Aufführungen des Schauspiels erleben konnten, wurde am 31. Oktober 2008 das „Kulturzentrum Altes Theater“ mit Café-Restaurant, Studiobühne und neuem Saal des Puppentheaters Dessau mit Premieren des Puppentheaterensembles und des Schauspiels offiziell für den regelmäßigen Betrieb eröffnet.
Mit Beginn der Spielzeit 2013/14 wurden dem jungen Regisseur David Ortmann und Sabeth Braun als Dramaturgin die Leitung der Spielstätte übertragen.
Seit Herbst 2015 hat Sabeth Braun alleinig die Leitung der Spielstätte übernommen. 